# Läppbalsam
Läppbalsam eller cerat är en substans som appliceras på läpparna för att motverka torra och spruckna läppar. Läppbalsam tillverkas vanligen av bivax, vaselin, mentol, kamfer, oljor och andra ingredienser. Vissa tillverkare tillsätter även vitaminer, alun eller acetylsalicylsyra (aspirin).
Benämningen cerat kommer från latinets cera som betyder vax.
Läppbalsam kan förpackas i små burkar eller som stift, likt läppstift.

## Exempel på läppbalsam
- Lypsyl
- Labello
- Försvarets hudsalva